# Istočnopapuanski jezici
Istočnopapuanski jezici, nekadašnja porodica papuanskih jezika s Papue Nove Gvineje i Solomonskih otoka. Sastojala se od tri skupine koje obuhvaćaju (36) jezika. 
A) Bougainville jezici (13) : 
a1. istočni East (9) danas posebna južnobugenvilska porodica:
a. Buin (3) :siwai, terei, uisai.
b. Nasioi (6) :koromira, lantanai, naasioi, oune, sibe, simeku.
a2. zapadni (4) :
a. Keriaka (1) :ramopa.
b. Rotokas (2) :askopan, rotokas.
c. Rapoisi, Papua Nova Gvineja
B) Reef Islands-Santa Cruz (3) :ayiwo, nanggu, santa cruz.
C) Yele-solomonski-novobritanski jezici (20) :
c1. Nova Britanija (12) :
a. Anem (1) :anem.
b. Baining-Taulil (7) :kairak, makolkol, mali, qaqet, simbali, taulil, ura.
c. Kuot (1) :kuot.
d. Sulka (1) :sulka.
e. Wasi (1) :pele-ata.
f. kol, Papua Nova Gvineja
c2. Yele-Solomonski (8) :
a. Centralnosolomonski (4) :bilua, lavukaleve, savosavo, touo.
b. Kazukuru (3) :dororo, guliguli, kazukuru.
c. Yele (1) :yele.

## Vanjske poveznice
- Ethnologue (14th)
- Ethnologue (15th)

[ Ethnologue (16th)] /
- Tree for East Papuan  Arhivirana inačica izvorne stranice od 26. listopada 2008. (Wayback Machine)